# Ернест Веб
Ернест Џејмс Веб (енгл. Ernest James Webb; Лондон, 15. април 1874 — Торонто, 24. фебруар 1937) је бивши атлетичар, Уједињеног Краљевства који се такмичио у више дисциплина брзог ходања.
Рођен у лондонском Ист Енду. У 12 години отишао је на море, али се након неколико година одлучио је да се упише у војску. У 1906, у својој 34. години Веб, постаје члан Аматерског атлетског клуба Herne Hill Harriers и у својој првој сезони у озбиљну конкуренцију завршио на петом месту на првенству у дисциплини ходања на 7 миља.
Веб је два пута учествовао на Летњим олимпијским играма. На Играма 1908. у Лондону учествова је у две дисциплине. У обе је био други и освојио сребрне медаљу оба пута иза колеге из екипе Џорџа Ларнера.
Четири године касније, у старости од 40 години, на Олимпијским играма 1912. у Стокхолму такмичио се у новој дисцилини брзог ходања на 10 километара уведеној те године и завршио је са својом трећом сребрном медаљом иза Канађанина Џорџа Гулдинга.
Веб је живео у Канади, где је и умро 1937. после пада са мердевина у својој кући у Торонту.